# Bakoko jezik
Bakoko jezik (ISO 639-3: bkh; basoo), atlantsko-kongoanski jezik kojim govori oko 50 000 ljudi (1982 SIL) u kamerunskoj regiji Littoral. Podklasificiran je sjeverozapadnoj bantu skupini u zoni A, i podskupini Basaa (A.40), koju čini zajedno s jezicima bankon [abb], barombi [bbi] i basaa [bas], svi iz Kameruna.
Bakoko ima brojne dijalekte kojima se služe pripadnici naroda agrikulturnog Bakoko, to su: adie (elog mpoo, basoo ba die, basoo d’edea), bisoo (basso, basoo ba likol, adiangok), mbang (dimbambang), yabyang (yabyang-yapeke), yakalak (yakalag), yapoma i yassuku (yasoukou, yasug, yasuku).

## Vanjske poveznice
- Ethnologue (14th)
- Ethnologue (15th)